# Detection Technology
Detection Technology Oyj  est un fabricant d'appareils de radiographie finlandais.

## Historique
Detection Technology est cotée à la Bourse d'Helsinki depuis 2015. 
Ses produits sont utilisés dans le secteur médical, celui de la sécurité et dans ke domaine industriel. Ils comprennent, entre autres, des appareils de mammographie et des équipements de contrôle par rayons X  dans les aéroports.
L'entreprise possède des usines à Pékin et à Oulu. 
La plupart des produits sont fabriqués par l'usine de Pékin, dont la construction s'est achevée en 2015.
Avant l'introduction en bourse en 2015, Detection Technology appartenait à la société d'investissement G. W. Sohlberg, qui détenait alors 71% des parts.  
À la suite de l'introduction en bourse, G. Sohlberg a vendu sa participation résiduelle de 38,9% dans la société en juin 2016. 
En janvier 2020, le principal actionnaire de Detection Technology était AC Invest Seven, une filiale d'Ahlström Capital, AC Invest Seven détenant 36,7% des actions,.